# 龍瑞嬌
龙瑞娇，元朝女性人物，生卒年不详，元顺帝的淑妃。
龙瑞娇名列元顺帝后宫“七贵”之首，皇帝赏赐她许多珍宝布帛，她在左掖门开绣市，发卖赐品，让宦官牛大辅主管其事，每年得钱数万。她为人残酷，恃宠贪妒，宫人稍不顺意，就被她笞挞致死，其刑罚有醋刑（以醋灌鼻）、臭刑（以秽物塞口）、蒸骨（夏天以火围熏蒸）、冰刑（严冬卧冰、又叫炼肋）、醉刑（不擅酒之人强灌十碗酒）、悬心（令宫女站在三尺高的木头，两手托重物，不得失坠）。